# Rosemary Lane
Rosemary Lane (* 4. April 1913 in Indianola, Iowa, als Rosemary Mullican; † 25. November 1974 in Woodland Hills, Kalifornien) war eine US-amerikanische Sängerin und Filmschauspielerin der 1930er und 1940er Jahre.

## Karriere

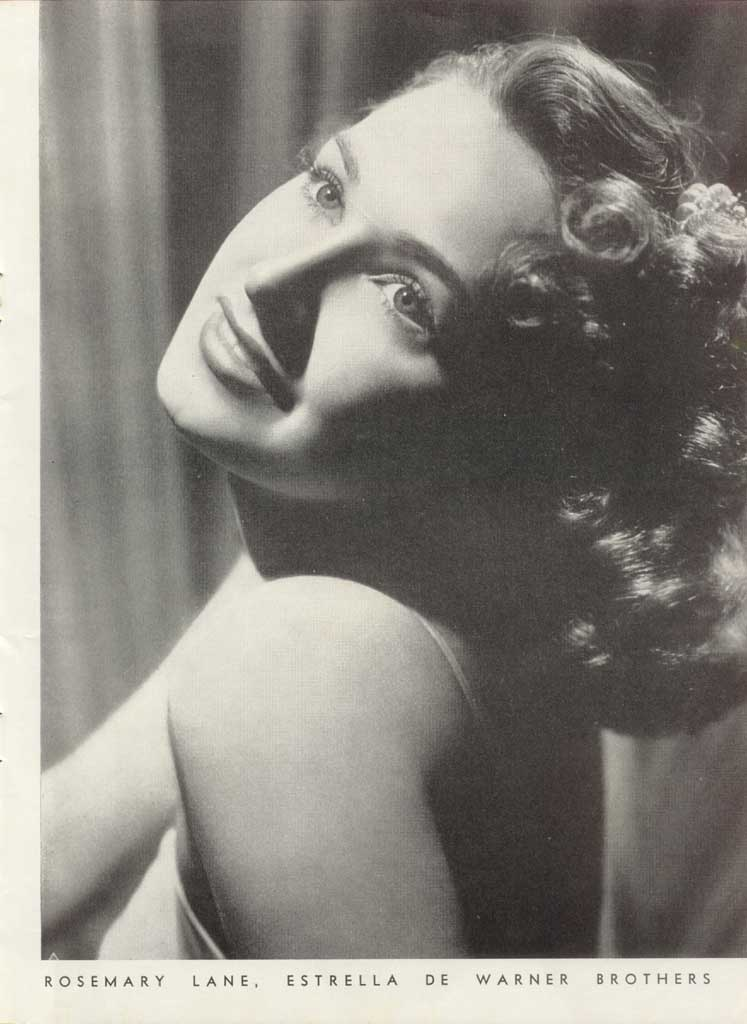
Publicity Portraitfoto, aufgenommen 1940

Rosemary Lane und ihre drei Schwestern Lola, Leota und Priscilla sangen sich über ihr musikalisches Talent in die Traumfabriken Hollywoods der 1930er Jahre. Für Rosemary und Priscilla begann die Reise dorthin über ein Engagement beim Bandleader Fred Waring, mit dessen „Pennsylvanians“ Rosemary 1933 als Solistin im Radio debütierte. Beide Schwestern sangen oft zusammen, von daher waren sie auch als die „Lane Schwestern“ bekannt. Waring war gleichsam ihr Türöffner für Hollywood, da sie mit seiner Band im Musikfilm Varsity Show (1937) auftreten konnten und Rosemarie bei der Gelegenheit zum Co-Star von Dick Powell avancierte. Für Powell sang sie in Jahren 1937 und 1938 in dessen Radioshow. Es folgten Rollen in rund 20 Filmen bis 1945 – allein oder auch gemeinsam mit ihren Schwestern Lola und Priscilla. Hervorzuheben sind in diesem Zusammenhang die Fortsetzungskomödien Vater dirigiert (1938), Four Wives (1940) und Four Mothers (1941), bei denen die Lane-Schwestern als drei von vier Töchtern der Familie Lemp agierten. Rosemarys Rolle in George Abbotts Broadway-Musical-Komödie Best Foot Forward (1941) war ebenfalls erfolgreich. Dort spielte sie – Ironie des Schicksals – einen Filmstar mit schwindender Bedeutung. Rückblickend auf das Jahr 1941 urteilte Rosemary selbstkritisch: „Das war's, soweit es mich anging“ und bezog sich damit vermutlich auf ihre eher zweitklassigen Filme zwischen 1941 und 1945.
Sie beendete ihre Karriere nach 1945 und war eine Zeitlang als Immobilienmaklerin tätig. 1941 heiratete Rosemary den in Hollywood bekannten Make-up Spezialisten George (Bud) Westmore (Scheidung 1954). Rosemary Lane erlag 1974 den Folgen von Diabetes und einer Lungenerkrankung.

## Filmografie
- 1937: Varsity Show
- 1937: Hollywood Hotel
- 1938: Gold Diggers in Paris
- 1938: Vater dirigiert (Four Daughters)
- 1938: Swingtime in the Movies (Kurzfilm)
- 1939: Blackwell’s Island
- 1939: Oklahoma Kid (The Oklahoma Kid)
- 1939: Vier Töchter räumen auf (Daughters Courageous)
- 1939: Das zweite Leben des Dr. X (The Return of Dr. X)
- 1939: Four Wives
- 1940: Ein Bombenerfolg (An Angel from Texas)
- 1940: Ladies Must Live
- 1940: The Boys from Syracuse
- 1940: Always a Bride
- 1941: Four Mothers
- 1943: Time Out for Rhythm
- 1943: Chatterbox
- 1943: All by Myself
- 1943: Harvest Melody
- 1944: Trocadero
- 1945: Sing Me a Song of Texas